# Luc Plamondon
Pour les articles homonymes, voir Plamondon.
Luc Plamondon, né le 2 mars 1942 à Saint-Raymond (Québec), est un producteur et parolier canadien. Il est surtout connu pour son travail dans les comédies musicales Starmania et Notre-Dame-de-Paris. Il est le frère du député fédéral Louis Plamondon.

## Biographie
Fils d'un marchand de chevaux, il naît à Saint-Raymond. Son frère cadet, Louis Plamondon, est député à la Chambre des communes depuis 1984. Luc Plamondon débute très jeune ses études dans les arts. Il apprend le piano et entreprend des études classiques au Petit Séminaire de Québec. Il dira qu'il était entré au séminaire pour être prêtre et qu'il en est sorti poète, mais lors de la publication de l'interview le mot « poète » est devenu « peintre », d'où la légende selon laquelle il excellerait en peinture. En revanche, s'il n'a jamais peint, il est amateur de peinture moderne.
C'est en voyant la comédie musicale Hair à Broadway qu'il a le déclic : sa vocation est la comédie musicale.
Son premier succès, en 1970, est la chanson Les Chemins d'été (qui est mieux connue du public sous le titre Dans ma Camaro à cause de la première phrase de son refrain, qui débute ainsi : « Dans ma Camaro, je t'emmènerai sur tous les chemins d'été… »), sur une musique d'André Gagnon et interprétée par une vedette de cette époque : le chanteur Steve Fiset.
Il rencontre ensuite Monique Leyrac par le biais d'André Gagnon, qui accompagne la chanteuse au piano. Il s'associe également à trois autres chanteuses québécoises dès 1972 : Emmanuëlle, Renée Claude et Diane Dufresne. Il compose quelques titres pour les deux premières, puis un album complet pour chacune des deux dernières. En effet, toutes les chansons de l'album Je reprends mon souffle de  Renée Claude, ainsi que celles de l'album Tiens-toé ben, j'arrive! de Diane Dufresne sont signées Plamondon. Il poursuit sa carrière de parolier auprès de Renée Claude jusqu'en 2006, et pour Diane Dufresne jusqu'en 1984.
À partir de 1972, en plus de ses collaborations auprès d'Emmanuëlle, de Monique Leyrac, de Renée Claude et de Diane Dufresne, il écrit également des chansons pour de nombreux artistes québécois et européens, tels que Julien Clerc, Nicole Croisille, Françoise Hardy, Johnny Hallyday, Richard Cocciante, Claude Dubois, Nicole Martin, Robert Charlebois, Pierre Bertrand, Fabienne Thibeault, Nanette Workman, Martine St-Clair, Diane Tell, Éric Lapointe, Ginette Reno, Julie Arel, Donald Lautrec, Petula Clark, Murray Head, Catherine Lara, Garou, Julie Zenatti, Daniel Balavoine, Barbara, France Castel, Bruno Pelletier et Marie Denise Pelletier.
À partir de 1976, il écrit en collaboration avec le compositeur Michel Berger, l'opéra-rock Starmania, avec notamment SOS d'un terrien en détresse et Un garçon pas comme les autres (Ziggy). Michel Berger le choisit comme parolier précisément parce qu'il fait sonner le français d'une manière particulière. L'ambitieux projet musical, présenté comme le premier opéra-rock francophone, est lancé sur disque à l'automne 1978 avec le concours d'artistes français (France Gall, Daniel Balavoine), et québécois (Diane Dufresne, Fabienne Thibeault, Claude Dubois).
Au fil des années, Starmania fera l'objet de plusieurs productions scéniques (Paris en 1979 et 1988, Montréal en 1980 et 1987). Certaines des chansons de Starmania composées par Michel Berger et Luc Plamondon, comme Le Blues du businessman ou Le Monde est stone, connaissent un succès retentissant et sont aujourd'hui considérées comme des classiques.
Dans les années 1980, il écrit ou coécrit certains textes de la pièce Lily passion avec Barbara. Sur un mode très différent, il coécrit avec Germain Gauthier la chanson coquine Call-girl qui, interprétée par Nanette Workman, obtient beaucoup de succès au Québec.
En 1982, il écrit sa première chanson pour Céline Dion, intitulée Le Piano fantôme, qui se trouve sur l'album québécois Tellement j'ai d'amour….
En 1983, au gala de l'ADISQ, alors qu'il reçoit un trophée conjointement avec Robert Charlebois pour la chanson J't'aime comme un fou, Luc Plamondon crée la controverse, lorsqu'il fait une virulente sortie contre l'attitude de certains membres de l'industrie concernant les droits d'auteur.
En 1985, il prête sa villa au bord du lac Magog à Denys Arcand pour le tournage de son film Le Déclin de l'empire américain, premier volet de la trilogie du réalisateur comprenant également Les Invasions barbares et L'Âge des ténèbres.
En 1990, La Légende de Jimmy, toujours écrite par Plamondon sur la musique de Berger, est montée à Paris et tient l'affiche pendant six mois au Théâtre Mogador, puis est reprise en 1991 à Montréal et à Québec. Mais son succès est nettement moindre que celui de Starmania.
En 1991, il écrit les compositions de Dion chante Plamondon, un album interprété par Céline Dion. En France, cet album contient deux titres de plus et s'appelle Des mots qui sonnent.
Le 1er octobre 1993, une nouvelle version de Starmania est créée au théâtre Mogador, mise en scène par Lewis Furey. Judith Bérard, Michel Pascal, Patsy Gallant, Isabelle Boulay, Bruno Pelletier et Luce Dufault entre autres se produisent en France, en Belgique et en Suisse. La production décroche en 1994 un Prix Félix et en 1995 la Victoire du spectacle musical.
L'album Starmania, Mogador 94 est édité. Il obtient un disque de platine et se vend à 500 000 exemplaires. De ce disque est extrait le simple Quand on n'a plus rien à perdre avec Bruno Pelletier.
Au printemps 1995, Guy Cloutier et son équipe présentent une compilation lui étant dédiée (dont le contenu est choisi par les stations RockDétente). La compilation comporte deux disques et s'intitule Les grandes chansons de Luc Plamondon - 25 ans de succès, 25 chansons. La compilation comportera sur le disque 1 une chanson offerte en prime : Galaxies, dont l'interprétation est confiée à Ginette Reno. Sur le dépliant, les photos de Luc Plamondon (courtoisie du photographe français Pierre Therrasson) et les commentaires de ce dernier expliquent comment la compilation a été réalisée. La compilation était disponible en deux CD ou deux cassettes.
En septembre 1998, il écrit, sur une musique de Richard Cocciante, les textes de la comédie musicale Notre-Dame de Paris, avec notamment Belle et Le temps des cathédrales. Les premières représentations ont lieu au Palais des congrès de Paris. Ce spectacle connaît un grand succès en France. Il est ensuite mis en scène et chanté au Québec, puis repris en version anglaise à Londres. Quelques années plus tard, une reprise se fera aussi au Théâtre Mogador.
Il écrit les textes de la comédie musicale de 2002 Cindy, transposition moderne du conte de Cendrillon. Le compositeur est Romano Musumarra. Sorti le 26 février 2002, l'album de celle-ci se classe no 24 en France et no 17 en Belgique francophone. Producteur du spectacle, il reconnaîtra que cette comédie musicale est un échec commercial, malgré un disque d'or pour l'album avec plus de 200 000 exemplaires vendus et une grosse promotion. Le spectacle ne rencontre pas le succès espéré et s'arrête au bout de quelques mois.
En janvier 2006, en mettant en scène de nouveaux artistes, il décide de remonter Notre-Dame de Paris dans la salle où celui-ci naquit[incompréhensible].
En 2009, le parti politique français de droite UMP utilise, sans autorisation, les paroles de la chanson Tous ceux qui veulent changer le monde dont il est coauteur.
En 2010 parait J'aurais voulu être un artiste… pour pouvoir dire pourquoi j'existe, une compilation hommage à Luc Plamondon. Diane Dufresne, Céline Dion, Robert Charlebois, Judith Bérard, Garou, Catherine Lara, Ginette Reno sont quelques-uns des artistes présents sur cette compilation de quatre CD.
En 2012, il revient sur le devant de la scène en collaborant une nouvelle fois pour Céline Dion avec l'album Sans attendre paru le 2 novembre 2012. Il est l'auteur de la pièce Rien que toi, devenu Que toi au monde. Elle est composée par Davide Esposito. La dernière collaboration entre les deux artistes remontaient à une vingtaine d'années.
Luc Plamondon qui a demeuré en Irlande pendant cinq ans à partir de l’an 2000, passe aujourd'hui sa retraite dans deux villes où il possède un appartement : à Montreux en Suisse romande (où il préside les Freddie Mercury Live Music Awards) et à Paris, où son logement est proche de la Tour Eiffel et donne sur le Champ-de-Mars. Il séjourne aussi chaque hiver en Floride.

## Quelques chansons signées Plamondon
Luc Plamondon a écrit notamment pour :
- Julie Arel :
  - Pour vivre un grand amour (1978, musique de Christian St-Roch),
- Daniel Balavoine :
  - SOS d'un terrien en détresse (1978, musique de Michel Berger) (titre de la comédie musicale Starmania),
- Barbara :
  - Lily Passion (1986, musique de Barbara),
  - Tango Indigo (1986, musique de Barbara),
  - L'île aux mimosas (1986, musique de Barbara),
  - Qui est qui (1986, musique de Barbara),
- Gilbert Bécaud :
  - La fille au tableau (1999, musique de Gilbert Bécaud),
- Judith Bérard :
  - Salaud (2002, musique de Romano Musumarra) (titre de la comédie musicale Cindy) — note : cette chanson a été reprise en 2004 par Marie-Mai Bouchard,
  - Les mots d'amour (2002, musique de Romano Musumarra) (titre de la comédie musicale Cindy),
- Pierre Bertrand :
  - On est ensemble (1987, musique de Christian Péloquin),
- Isabelle Boulay :
  - Je t'oublierai, je t'oublierai (1998, musique de Richard Cocciante),
  - Depuis le premier jour (2003, musique de Michel Cusson),
- Édith Butler :
  - Escarmouche à Restigouche (1981, musique de Édith Butler),
  - Je viens de loin (1981, musique de Édith Butler),
  - Aimer la vie (2013, musique de Édith Butler),
  - La fille qui sort de sa coquille (2013, musique de Édith Butler),
- Marie Carmen :
  - Piaf chanterait du rock (1989, musique de Germain Gauthier),
- Robert Charlebois :
  - Moi Tarzan, toi Jane (1981, musique de Robert Charlebois),
  - J't'aime comme un fou (1983, musique de Robert Charlebois),
  - Les talons hauts (1983, musique de Robert Charlebois),
  - Pile ou face (1983, musique de Jean-Alain Roussel),
  - L'autoroute électronique (1995, musique de Robert Charlebois),
- Petula Clark :
  - Glamoureuse (1984, musique de Lewis Furey),
  - Mister Orwell (1984, musique de Germain Gauthier),
- Renée Claude :
  - J'ai besoin d'un grand amour (1971, musique de André Gagnon),
  - Je reprends mon souffle (1972, musique de Michel Robidoux),
  - C'est pas un jour comme les autres (1972, musique de Léon Aronson),
  - Cours pas trop fort, cours pas trop loin (1972, musique de Léon Aronson) — note : cette chanson a été reprise en 1975 par France Castel,
  - Berceuse pour mon père et ma mère (1972, musique de Jay Boivin),
  - La Bagomane (1972, musique de Michel Robidoux),
  - Tu m'as laissé tomber du septième ciel (1972, musique de Michel Robidoux),
  - J'étais partie pour ne plus revenir (1972, musique de Michel Robidoux),
  - Ce soir je fais l'amour avec toi (1973, musique de Michel Robidoux),
  - Un gars comme toi (1973, musique de Germain Gauthier),
  - Antipodes (1973, musique de Michel Robidoux),
  - Le monde est fou (1973, musique de Christian Saint-Roch), inspirée par Huguette Gaulin,
  - Vous qui vivrez demain (1973, musique de Christian Saint-Roch),
  - Si tu viens dans mon pays (1975, musique de Christian Saint-Roch),
  - Ça commence comme ça les histoires d'amour (1975, musique de Germain Gauthier),
  - Je suis une femme d'aujourd'hui (1975, musique de André Gagnon),
  - Donnons-nous le temps (1975, musique de Christian Saint-Roch),
  - C'est l'amour qui mène le monde (1975, musique de Christian Saint-Roch),
  - Je recommence à vivre (1976, musique de Christian Saint-Roch),
  - L'Inventaire (1976, musique de François Cousineau),
  - Nelligan (1976, musique de André Gagnon),
  - Mes nuits vidéo (1989, musique de Romano Musumarra) — note : cette chanson a été popularisée en France la même année par Régine,
  - Ballade pour mes vieux jours (2006, musique de André Gagnon),
- Julien Clerc :
  - Quand je joue (1980, musique de Julien Clerc),
  - Week-end (1980, musique de Julien Clerc),
  - Lili voulait aller danser (1981, musique de Julien Clerc),
  - Cœur de rocker (1983, musique de Julien Clerc),
  - La Fille aux bas nylon (1984, musique de Julien Clerc et Jean-Alain Roussel),
  - L'enfant au walkman (1987, musique de Julien Clerc),
  - Les Robots qui dansent (1987, musique de Julien Clerc et Jean-Alain Roussel),
- Richard Cocciante :
  - Question de feeling (1986, musique de Richard Cocciante) (titre chanté en duo avec Fabienne Thibeault),
  - Dans ma mémoire d'homme (1986, musique de Richard Cocciante),
  - Si tu me revenais (1986, musique de Richard Cocciante),
  - HLM (Harry loves Mary) (1995, musique de Richard Cocciante),
  - L'Instant présent (1995, musique de Richard Cocciante),
  - Le Cœur (1995, musique de Richard Cocciante),
- Martine Clémenceau : 
  - Cosmonaute (1984, musique de Martine Clémenceau),
- Nicole Croisille :
  - Casanova (1977, musique de Sylvain Krief),
  - Mon arc-en-ciel (1980, musique de Roland Vincent),
  - On n'est pas fait pour vivre seul (1982, musique d'Aldo Frank),
  - Je vis pour aujourd'hui (1982, musique de Christian Padovan),
- Céline Dion :
  - Le Piano fantôme (1982, musique de François Cousineau),
  - Incognito (1987, musique de Jean-Alain Roussel),
  - Lolita (Trop jeune pour aimer) (1987, musique de Daniel Lavoie),
  - L'amour existe encore (1992, musique de Richard Cocciante) — note : cette chanson est reprise en 2009 par Lara Fabian,
  - Je danse dans ma tête (1992, musique de Romano Musumarra),
  - Des mots qui sonnent (1992, musique d'Aldo Nova),
  - Quelqu'un que j'aime, quelqu'un qui m'aime (1992, musique d'Erown),
  - I Believe In You (Je crois en toi) (2005) (titre chanté en duo avec Il Divo),
  - Ma Nouvelle France (2005, musique de Patrick Doyle),
  - Que toi au monde (2012, musique de Davide Esposito),
- Claude Dubois :
  - Le Blues du businessman (1978, musique de Michel Berger) (titre de la comédie musicale Starmania),
- Diane Dufresne :
  - J'ai rencontré l'homme de ma vie (1972, musique de François Cousineau),
  - En écoutant Elton John (1972, musique de François Cousineau),
  - Rill pour rire (1972, musique de François Cousineau),
  - La chanteuse straight (1972, musique de François Cousineau),
  - Rock pour un gars d'bicyc (1973, musique de François Cousineau),
  - Le Tour du bloc (1973, musique de François Cousineau),
  - On tourne en rond (1973, musique de François Cousineau),
  - J'me sens ben (1973, musique de François Cousineau),
  - La fin du monde est pour aujourd'hui (1973, musique de François Cousineau),
  - Pars pas sans m'dire bye-bye (1974, musique de François Cousineau),
  - Tu m'fais flipper (1974, musique de François Cousineau),
  - Mon p'tit boogie-woogie (1974, musique de François Cousineau),
  - Sur la même longueur d'ondes (1975, musique de François Cousineau),
  - Partir pour Acapulco (1975, musique de François Cousineau),
  - Actualités (1975, musique de François Cousineau),
  - Les hauts et les bas d'une hôtesse de l'air (1975, musique de François Cousineau),
  - J'ai besoin d'un chum (1975, musique de François Cousineau),
  - Chanson pour Elvis (1975, musique de François Cousineau),
  - Mon premier show (1976, musique de François Cousineau),
  - On fait tous du show-business (1976, musique de François Cousineau),
  - Hollywood Freak (1977, musique de François Cousineau),
  - Vingtième étage (1977, musique de François Cousineau),
  - Les Adieux d'un sex-symbol (1978, musique de Michel Berger) (titre de la comédie musicale Starmania),
  - Alys en cinémascope (1979, musique de Germain Gauthier),
  - Le Parc Belmont (1979, musique de Christian Saint-Roch),
  - J'ai douze ans (1979, musique de Germain Gauthier),
  - Strip-tease (1979, musique de Germain Gauthier),
  - Fellini (1979, musique de Christian Saint-Roch),
  - Cinq à sept (1979, musique de Germain Gauthier),
  - Hymne à la beauté du monde (1979, musique de Christian Saint-Roch) — note : cette chanson est en fait un extrait du titre Le monde est fou de Renée Claude inspirée par Huguette Gaulin,
  - Seule dans mon linceul (1982, musique de Germain Gauthier),
  - Turbulences (1982, musique de Germain Gauthier),
  - Oxygène (1982, musique de Germain Gauthier),
  - La Dernière enfance (1982, musique de Angelo Finaldi),
  - Goodbye Rocky (1982, musique de Angelo Finaldi et Hovaness 'Johnny' Hagopian),
  - Pour un ami condamné (1982, musique de Jean-Marie Benoît),
  - Rockeuse (1984, musique de Angelo Finaldi),
  - Délinquante (1984, musique de Angelo Finaldi),
  - Survoltée (1984, musique de Angelo Finaldi),
- Emmanuëlle :
  - Emmène-moi vers le soleil (1972, musique de François Dompierre),
  - Quand t'auras envie de me raconter ta vie (1972, musique de François Dompierre),
  - Le Goût de vivre (1972, musique de Mario Bruneau),
  - La Chanson de mon pays (1972, musique de Mario Bruneau),
  - Les chansons d'autrefois (1975, musique de Lee Gagnon),
  - Ni chaud ni froid (1978, musique de Denis Larochelle),
- Patrick Fiori :
  - Belle (1998, musique de Richard Cocciante) (titre de la comédie musicale Notre-Dame de Paris) (titre chanté en trio avec Daniel Lavoie et Garou),
  - Déchiré (1998, musique de Richard Cocciante) (titre de la comédie musicale Notre-Dame de Paris),
- Steve Fiset :
  - Les chemins d'été (Dans ma Camaro) (1970, musique de André Gagnon),
  - Quand l'hiver est là (1970, musique de André Gagnon),
  - Les Laurentides (1970, musique de Steve Fiset),
  - Dans ma ville, y'a deux villes (1970, musique de Steve Fiset),
  - Le Fou de tes nuits (1970, musique de Steve Fiset),
- France Gall :
  - Besoin d'amour (1978, musique de Michel Berger) (titre de la comédie musicale Starmania),
  - Monopolis (1978, musique de Michel Berger) (titre de la comédie musicale Starmania) — note : cette chanson a été popularisée au Québec en 1980 par Martine St-Clair,
- Patsy Gallant :
  - Disco Queen d'un soir (2002, musique de Romano Musumarra) (titre de la comédie musicale Cindy),
- Garou :
  - Belle (1998, musique de Richard Cocciante) (titre de la comédie musicale Notre-Dame de Paris) (titre chanté en trio avec Daniel Lavoie et Patrick Fiori),
  - L'enfant trouvé (1998, musique de Richard Cocciante) (titre de la comédie musicale Notre-Dame de Paris),
  - Dieu que le monde est injuste (1998, musique de Richard Cocciante) (titre de la comédie musicale Notre-Dame de Paris),
  - Danse mon Esméralda (1998, musique de Richard Cocciante) (titre de la comédie musicale Notre-Dame de Paris),
  - Seul (2000, musique de Romano Musumarra),
  - Gitan (2000, musique de Romano Musumarra),
  - Demande au soleil (2000, musique de Romano Musumarra),
  - Criminel (2000, musique de Franck Langolff),
  - Jusqu'à me perdre (2003, musique de Bryan Adams),
  - Au cœur de la Terre (2003, musique de Romano Musumarra),
  - Le blues dans le sang (2013, musique de Richard Cocciante),
  - Avec elle (2013, musique de Richard Cocciante),
  - Au milieu de ma vie (2013, musique de Romano Musumarra),
- Johnny Hallyday :
  - Pirate de l'air (1989, musique de David Hallyday),
  - Animal (1989, musique de David Hallyday) (Ces deux titres sont restés inédits à la vente. Ils sont sortis sur un 45 tours hors-commerce destiné aux membres du fan-club. En 1993, ils connaissent une diffusion plus large avec une première apparition sur support CD à l'occasion de la sortie d'une intégrale.)
- Françoise Hardy :
  - Flash-backs (1978, musique de Roland Vincent),
- Murray Head :
  - Comme des enfants qui jouent (1986, musique de Murray Head),
  - Une femme, un homme (1994, musique de Murray Head) (titre chanté en duo avec Marie Carmen),
  - Celui que j'aimerai (2002, musique de Romano Musumarra) (titre de la comédie musicale Cindy) (titre chanté en duo avec Lââm),
  - La légende de Rose Latulippe (2002, musique de Romano Musumarra) (titre de la comédie musicale Cindy),
  - Un homme qui passe (2002, musique de Romano Musumarra) (titre de la comédie musicale Cindy),
- Pauline Julien :
  - Le Voyage à Miami (1975, musique de François Cousineau),
- Diane Juster :
  - La Fin du film (1984, musique de Diane Juster),
  - Vieillir ensemble (1987, musique de Diane Juster),
- Patrick Juvet :
  - Cruising bar (1992, musique de Patrick Juvet),
- Lââm :
  - Un monde à nous (2002, musique de Romano Musumarra) (titre de la comédie musicale Cindy) (titre chanté en duo avec Frank Sherbourne),
  - Je l'aime en secret (2002, musique de Romano Musumarra) (titre de la comédie musicale Cindy) (titre chanté en duo avec Jay),
- Éric Lapointe :
  - D'l'amour, j'en veux pus (1997, musique de Éric Lapointe et Stéphane Dufour),
- Catherine Lara :
  - Nuit magique (1986, musique de Catherine Lara et Sébastien Santa-Maria),
  - Au milieu de nulle part (1986, musique de Catherine Lara et Sébastien Santa-Maria),
  - Les Romantiques (1992, musique de Eddie Rosemond) (titre de la comédie musicale Sand et les Romantiques),
  - Entre elle et moi (1992, musique de Jean-Philippe Rykiel) (titre de la comédie musicale Sand et les Romantiques) (titre chanté en duo avec Véronique Sanson),
- Donald Lautrec :
  - Minuit et demi (1971, musique de Michel Robidoux),
  - Le mur derrière la grange (1972, musique de Donald Lautrec et Germain Gauthier),
  - J'pense que j'pourrai pas passer l'hiver (1972, musique de Donald Lautrec et Germain Gauthier),
  - Ma montre pis moé (1972, musique de Donald Lautrec et Germain Gauthier),
- Daniel Lavoie :
  - Belle (1998, musique de Richard Cocciante) (titre de la comédie musicale Notre-Dame de Paris) (titre chanté en trio avec Garou et Patrick Fiori)**,
  - Tu vas me détruire (1998, musique de Richard Cocciante) (titre de la comédie musicale Notre-Dame de Paris),
  - Être prêtre et aimer une femme (1998, musique de Richard Cocciante) (titre de la comédie musicale Notre-Dame de Paris),
- Wilfred LeBouthillier :
  - Que passent les saisons (2003, musique de Corey Hart),
- Grégory Lemarchal :
  - Le bonheur tout simplement (2005, musique de Romano Musumarra),
- Monique Leyrac :
  - C'est ici que je veux vivre (1972, musique de Villa-Lobos),
  - Une femme comme les autres (1973, musique de Jacques Perron),
- Nicole Martin :
  - Avez-vous vu mon chum ? (1976, musique de Hovaness 'Johnny' Hagopian),
- Noa :
  - Vivre (1998, musique de Richard Cocciante) (titre de la comédie musicale Notre-Dame de Paris) — note : cette chanson a également été popularisée la même année par Hélène Ségara,
  - Bohémienne (1998, musique de Richard Cocciante) (titre de la comédie musicale Notre-Dame de Paris) — note : cette chanson a également été popularisée la même année par Hélène Ségara,
- Bruno Pelletier :
  - Aime (1997, musique de Romano Musumarra),
  - Le temps des cathédrales (1998, musique de Richard Cocciante) (titre de la comédie musicale Notre-Dame de Paris),
  - La fête des fous (1998, musique de Richard Cocciante) (titre de la comédie musicale Notre-Dame de Paris),
  - Le Val d'Amour (1998, musique de Richard Cocciante) (titre de la comédie musicale Notre-Dame de Paris),
  - Un jour il n'y aura plus d'amour (1999, musique de Richard Cocciante),
- Marie Denise Pelletier :
  - Pour une histoire d'un soir (1987, musique de Mark Baker),
  - Berceuse pour un ange (2011, musique de Marie Denise Pelletier et Benoît Sarrasin),
- Francine Raymond :
  - Vivre avec celui qu'on aime (1987, musique de Christian Péloquin),
- Ginette Reno :
  - J'ai besoin de parler (1984, musique de Diane Juster),
  - Une femme sentimentale (1984, musique de Diane Juster),
  - Laissez-moi revenir sur terre (1995, musique de Romano Musumarra),
  - Galaxies (1995, musique de Romano Musumarra),
  - Indépendante ou dépendante (1995, musique de Romano Musumarra),
  - Tu m'fais voir des étoiles (1995, musique de Romano Musumarra),
  - L'hymne à l'amour de l'an deux mille (1995, musique de Romano Musumarra),
- Hélène Ségara :
  - L'amour est un soleil (2003, musique de Romano Musumarra, Roberto Zanelli),
  - Suivre mon étoile (2014, musique de Mathieu Lecat),
- Martine St-Clair :
  - Le fils de Superman (1982, musique de Germain Gauthier),
  - Cœur-ordinateur (1982, musique de François Cousineau),
  - Tout va trop vite (1982, musique de Angelo Finaldi),
  - Quand je tombe en amour (1986, musique de Claude-Michel Schönberg),
  - Dans tous les juke-box (1988, musique de René Grignon),
  - Désir égale danger (1989, musique de Franck Langolff),
  - Danse avec moi (Luc Plamondon, J.A. Roussel),
  - Pleure ma p'tite sœur (Luc Plamondon, Musique : Angelo Finaldi),
  - Un homme sentimental (Luc Plamondon, Germain Gauthier),
  - Laisse tomber (Luc Plamondon, Angelo Finaldi),
  - Oublie-moi (Luc Plamondon, Angelo Finaldi),
- Diane Tell :
  - Juste au bon moment (1984, musique de Diane Tell),
  - La Légende de Jimmy (1990, musique de Michel Berger) (titre de la comédie musicale La Légende de Jimmy),
- Fabienne Thibeault :
  - Complainte de la serveuse automate (1978, musique de Michel Berger) (titre de la comédie musicale Starmania),
  - Le monde est stone (1978, musique de Michel Berger) (titre de la comédie musicale Starmania),
  - Un garçon pas comme les autres (Ziggy) (1978, musique de Michel Berger) (titre de la comédie musicale Starmania) -— note : cette chanson est reprise en 1991 par Céline Dion,
  - Petite musique terrienne (1978, musique de Michel Berger) (titre de la comédie musicale Starmania),
  - Les uns contre les autres (1978, musique de Michel Berger) (titre de la comédie musicale Starmania) — note : cette chanson a été reprise en 1988 par Maurane,
  - Ma mère chantait (1980, musique de François Cousineau),
  - Conversation téléphonique (1980, musique de François Cousineau),
  - C'est en hiver (1981, musique de André Gagnon),
  - Le blues à Fabienne (1982, musique de François Cousineau),
  - Le cœur voyageur (1983, musique de Christian Gaubert),
- Gino Vannelli :
  - L'amour est loi (1994, musique de Gino Vannelli) (titre chanté en duo avec Martine St-Clair),
- Sylvie Vartan :
  - Je n'aime encore que toi (1996, musique de Richard Cocciante),
- Nanette Workman :
  - Ce soir on danse à Naziland (1978, musique de Michel Berger) (titre de la comédie musicale Starmania),
  - Call-girl (1981, musique de Germain Gauthier),
  - Dracula (1983, musique de Angelo Finaldi),
  - La beauté du diable (1990, musique de Michel Berger) (titre de la comédie musicale La Légende de Jimmy),
- Julie Zenatti :
  - La monture (1998, musique de Richard Cocciante) (titre de la comédie musicale Notre-Dame de Paris).
  - Ces diamants-là (1998, musique de Richard Cocciante) (titre de la comédie musicale Notre-Dame de Paris) en duo avec Patrick Fiori.
  - Beau comme le soleil (1998, musique de Richard Cocciante) (titre de la comédie musicale Notre-Dame de Paris) en duo avec Hélène Segara.
- Renaud Hantson :
  - Mourir comme lui (1990, musique de Michel Berger ) (titre de la comédie musicale La Légende de Jimmy)
  - Géant (1990, musique de Michel Berger ) (titre de la comédie musicale La Légende de Jimmy)

## Distinctions et hommage

### Gala de l'ADISQ

#### Artistique
| Année | Catégorie                           | Pour                                                   | Résultat   |
| ----- | ----------------------------------- | ------------------------------------------------------ | ---------- |
| 1979  | chanson de l'année                  | Le blues du businessman (avec Michel Berger)           | lauréat    |
| 1979  | chanson de l'année                  | Le monde est stone (avec Michel Berger)                | nomination |
| 1981  | chanson de l'année                  | Moi Tarzan, toi Jane (avec Robert Charlebois)          | nomination |
| 1982  | chanson de l'année                  | Call girl (avec Germain Gauthier)                      | nomination |
| 1983  | chanson de l'année                  | J't'aime comme un fou (avec Robert Charlebois)         | lauréat    |
| 1983  | chanson de l'année                  | Les talons hauts (avec Robert Charlebois)              | nomination |
| 1986  | auteur et/ou compositeur de l'année | Heureuse sans être amoureuse (avec John Farley)        | nomination |
| 1986  | auteur et/ou compositeur de l'année | Quand je tombe en amour (avec Claude Michel Schonberg) | nomination |
| 1986  | auteur et/ou compositeur de l'année | Question de feeling (avec Richard Cocciante)           | nomination |
| 1989  | prix hommage                        | Luc Plamondon                                          | lauréat    |
| 1998  | auteur ou compositeur de l'année    | Luc Plamondon                                          | nomination |

#### Industriel
| Année | Catégorie                            | Pour                                                                                                  | Résultat   |
| ----- | ------------------------------------ | --- | ---------- |
| 1979  | mise en scène de l'année - spectacle | Luc Plamondon                                                                                         | nomination |
| 1982  | réalisateur de l'année               | Luc Plamondon et Ian Terry                                                                            | nomination |
| 1983  | réalisateur de l'année               | Luc Plamondon et Ian Terry pour Cœur ordinaire de Martine St-Clair                                    | nomination |
| 1987  | producteur de spectacle de l'année   | Productions Jean-Claude Lespérance et Luc Plamondon pour Vis ta vinaigrette de Marc Drouin            | nomination |
| 1993  | metteur en scène de l'année          | Luc Plamondon pour Vingt personnages en quête d'une chanteuse de Louise Forestier                     | lauréat    |
| 1993  | scripteur de spectacles de l'année   | Louise Forestier et Luc Plamondon pour Vingt personnages en quête d'une chanteuse de Louise Forestier | nomination |

### Autres prix
- 1990 - Chevalier de l'Ordre national du Québec
- 1994 - Docteur honoris causa de l'Université Laval[28]
- 1996 - Prix du Gouverneur général pour les arts du spectacle[29]
- 1999 - Intronisé au Panthéon de la musique canadienne
- 2002 - Officier de l'ordre du Canada
- 2003 - Allée des célébrités canadiennes
- 2009 - Médaille d'honneur de l'Assemblée nationale[30]
- 2013 - Doctorat honoris causa remis par l'Université de Montréal
- 2015 - Compagnon de l'ordre des arts et des lettres du Québec

Un prix, récompensant un parolier pour l'ensemble de la carrière, remis depuis 2006 par la société canadienne des auteurs, compositeurs et éditeurs de musique, est nommé en son honneur : prix Luc-Plamondon.